# 세노오정
세노오정(妹尾町)은 오카야마현 쓰쿠보군에 있던 정이다. 현재의 오카야마시에 해당한다.

## 역사
- 1896년 6월 1일 - 정촌제 시행에 의해 쓰우군 미시마촌, 세노오촌이 발족하였다.
- 1896년 2월 26일  - 세노오촌이 정으로 승격해 세노오정이 되었다.
- 1900년 4월 1일 - 쓰우군이 구보야군과 합병해 쓰쿠보군이 되었다.
- 1939년 1월 1일 - 빗추미시마역이 개업하였다.
- 1971년 3월 8일 - 오카야마시에 편입되었다.

## 교통

### 철도
- 일본국유철도
  - 우노선

## 참고문헌
- 岡山県総務部統計課, 편집. (1970년 10월 1일). 《岡山県市町村勢要覧》. 昭和44年刊. 岡山: 岡山県統計協会. doi:10.11501/9528441. OCLC 703790315. 다음 글자 무시됨: ‘和書 ’ (도움말);
- 山陽新聞社, 편집. (1970년 10월 1일). 《山陽年鑑》. 昭和46年版. 岡山: 山陽新聞社. doi:10.11501/9572432. OCLC 703818864. 다음 글자 무시됨: ‘和書 ’ (도움말);
- 岡山市企画室企画課, 편집. (1971년 4월 30일). 《岡山市と周辺市町村合併の記録》. 岡山: 岡山市. doi:10.11501/9773871. OCLC 672970922. 다음 글자 무시됨: ‘和書 ’ (도움말);
- 角川日本地名大辞典編纂委員会, 편집. (1989년 7월 8일). 《角川日本地名大辞典》 33. 東京: 角川書店. doi:10.11501/12288356. ISBN 978-4-04-001330-5. OCLC 673246624. 다음 글자 무시됨: ‘和書 ’ (도움말);